# Microhyla borneensis
Microhyla borneensis е вид земноводно от семейство Microhylidae.

## Разпространение
Видът е разпространен в Бруней, Индонезия (Калимантан) и Малайзия (Сабах и Саравак).